# Hrachoviště (Brdy)
Hrachoviště (německy Hrachowischt) zaniklá ves ve Středních Brdech, v nadmořské výšce 530 metrů, asi 6 km západně od Jinců, obklopena třemi brdskými vrchy, a to Beranec (663 m n. m.) na jižní straně, Špičák (579 m n. m.) na severovýchodě a Jedová hora (537 m n. m.) na severozápadě. Do roku 2015 ležela na území vojenského újezdu Brdy v okrese Příbram, od 1. ledna 2016 leží v katastrálním území Podluhy v Brdech u obce Podluhy v okrese Beroun, na území cvičiště Jince.
Po nástupu komunistického režimu bylo v roce 1951 rozhodnuto o rozšíření vojenského újezdu Brdy a zániku obcí Padrť, Zaběhlá, Kolvín, Hrachoviště a Velcí. O likvidaci obce Htachoviště bylo rozhodnuto dne 5. února 1952. Obyvatelé byli na konci roku 1952 vystěhováni a celá vesnice byla roku 1953 srovnána se zemí.

## Historie
První zmínka pochází z roku 1331. Tehdy Hrachoviště náleželo k nedalekému hradu Valdek. Později se dostala k hořovickému panství. Zápis o malé a chudé vsi Hrachoviště je uveden v urbáři panství hořovického z roku 1648. Určitý rozvoj zaznamenala obec v 18. a 19. století v souvislosti s těžbou rud v dolech nedaleké Jedové hory. Po ukončení důlní činnosti z důvodu průsaku podzemní vody její význam i počet obyvatel klesl. V roce 1838 zachvátil Hrachoviště obrovský požár, který měl ničivé účinky a zasáhl celou obec. V roce 1921 zde v 15 domech žilo 78 obyvatel. Do roku 1923 byla vesnice osadou obce Hvozdec, poté byla rozdělena mezi obce Hvozdec a Podluhy. Část patřící pod Podluhy se stala součástí vojenského újezdu Brdy. Hvozdecká část se nakrátko stala ve 30. letech 20. století samostatnou obcí. V roce 1928 bylo v Hrachovišti 16 domů, ve kterých žilo 22 rodin s 93 obyvateli. Děti chodily do školy do Mrtníka, nejbližší pošta a četnická stanice byly v Komárově. V obci byl hostinec, občané byli převážně  lesní dělníci (dřevorubci), tovární dělníci a rolníci. V polovině 20. století mělo Hrachoviště 51 obyvatel. Nebyla sem zavedena elektřina, v obci byla jediná studna. Uprostřed byla malá náves, stavení byla většinou dřevěná kryta šindelem nebo doškami.

### Zánik obce a vystěhování
V roce 1951 bylo rozhodnuto, že se vojenský újezd Brdy rozšíří a obce Padrť, Zaběhlá, Kolvín, Hrachoviště a Velcí zaniknou. Obyvatelé všech obcí se museli vystěhovat do roku 1953. Nic nebyly platné protesty starousedlíků. Museli se vystěhovat, odškodné, které dostali bylo velmi malé a navíc bylo znehodnoceno při měnové reformě v roce 1953. Buldozery srovnaly se zemí nejen domy a hospodářská stavení Hrachoviště, ale i kapličku uprostřed obce a křížek u cesty na Neřežín. Jako poslední zůstal stát obecní domek čp. 11, který sloužil Vojenským lesům a statkům a stodola patřící k domu čp. 4. Obecní domek byl následně také zbourán. Zůstala jen stodola, která je mementem zaniklé obce. Obec Hrachoviště byla srovnána se zemí roku 1952.

### Po roce 1989
Bývalí rodáci z Hrachoviště se postarali po roce 1990 o důstojnou připomínku zaniklé obce. Ve středu obce usadili litinový křížek a mezi čtyřmi lipami zasazenými na počest významného roku 1918 usadili pamětní kámen z nalezeného žernovu se stručným nápisem „Hrachoviště 1931-1932”. Jediná zachovalá stodola byla zrekonstruována, studna opravena a vyčištěna, křovinové porosty odstraněny, prořezány soliterní stromy. Odlesněná plocha v okolí bývalé obce je pokryta vlhkými loukami, kde se daří vzácným druhům rostlin, jako je kosatec sibiřský, upolín nejvyšší, zvonečník hlavatý či prstnatec májový. V mělkých tůních žije populace vzácné žabky kuňky žlutobřiché, dále zde žije čolek velký, strnad luční, pěnice vlašská a mnoho druhů motýlů. Hrachoviště je díky tomu chráněno jako evropsky významná lokalita v rámci evropské soustavy chráněných území Natura 2000. Severní území Hrachoviště je viditelně poznamenáno cvičením vojenské autoškoly. Je tu plno vyježděných cest, vodou naplněných i vyschlých louží a kolejí, které tu vytvořila těžká technika. Bahnité vysychající louže jsou domovem kriticky ohrožených listonohů letních. Cvičením vojenské autoškoly se louže neustále obnovují a tím vytvářejí prostředí vyhovující listonohovi.

### Katastrální území
Od roku 1967 bylo Hrachoviště též jedním z 37 katastrálních území tvořících území vojenského újezdu Brdy. K 31. lednu 2003 byl počet katastrálních území slučováním snížen na 5. Takto rozšířené katastrální území Hrachoviště mělo rozlohu 52,211255 km². V souvislosti s předpokládaným zrušením újezdu byl k 10. únoru 2014 újezd rozdělen na 27 katastrálních území pojmenovaných podle obcí, ke kterým tyto části po zrušení připadly. Názvy zaniklých obcí včetně Hrachoviště z katastrálního názvosloví zcela zmizely, Hrachoviště s okolím bylo začleněno do katastrálního území Podluhy v Brdech.

## Galerie

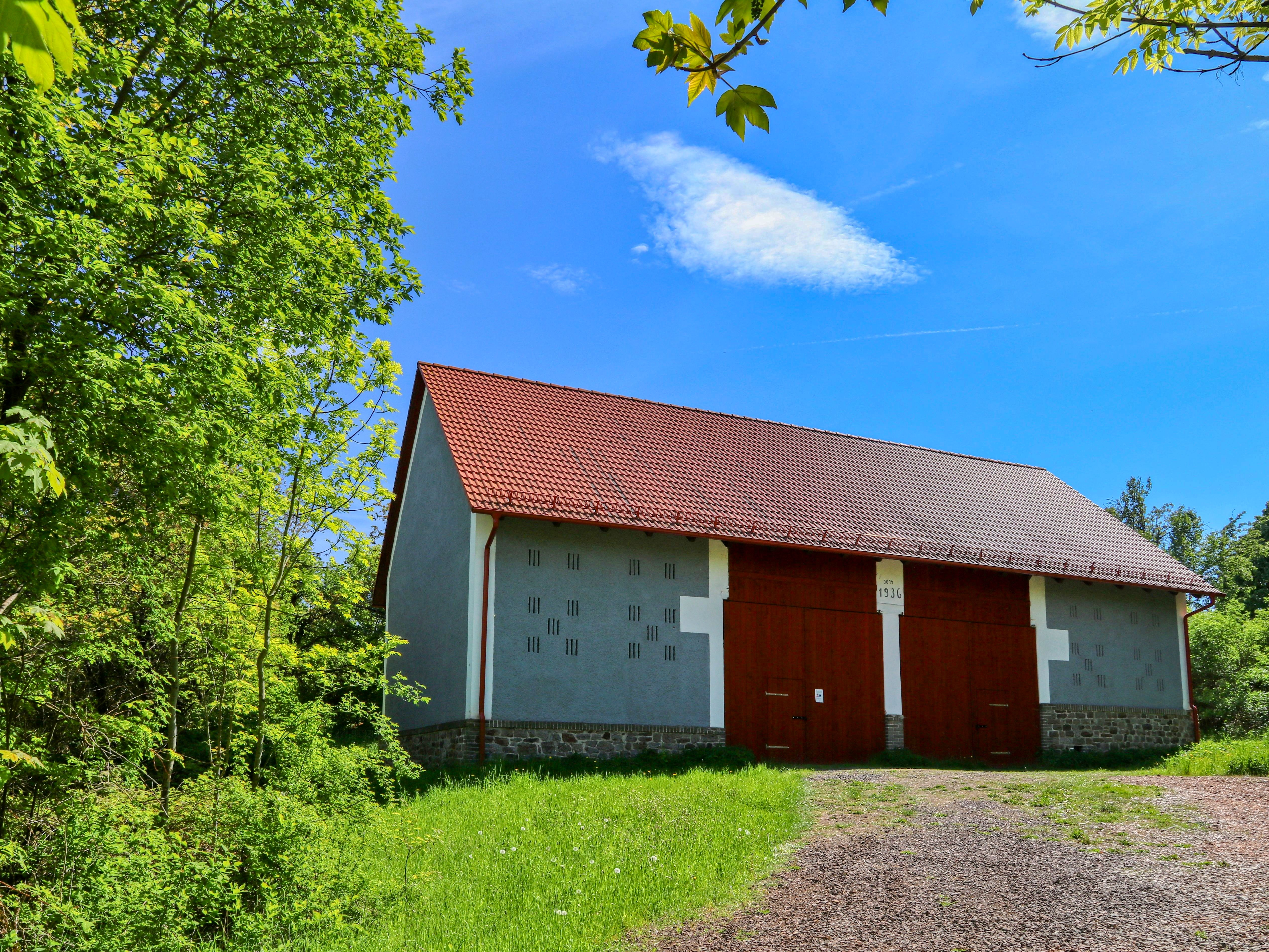
Původní stodola
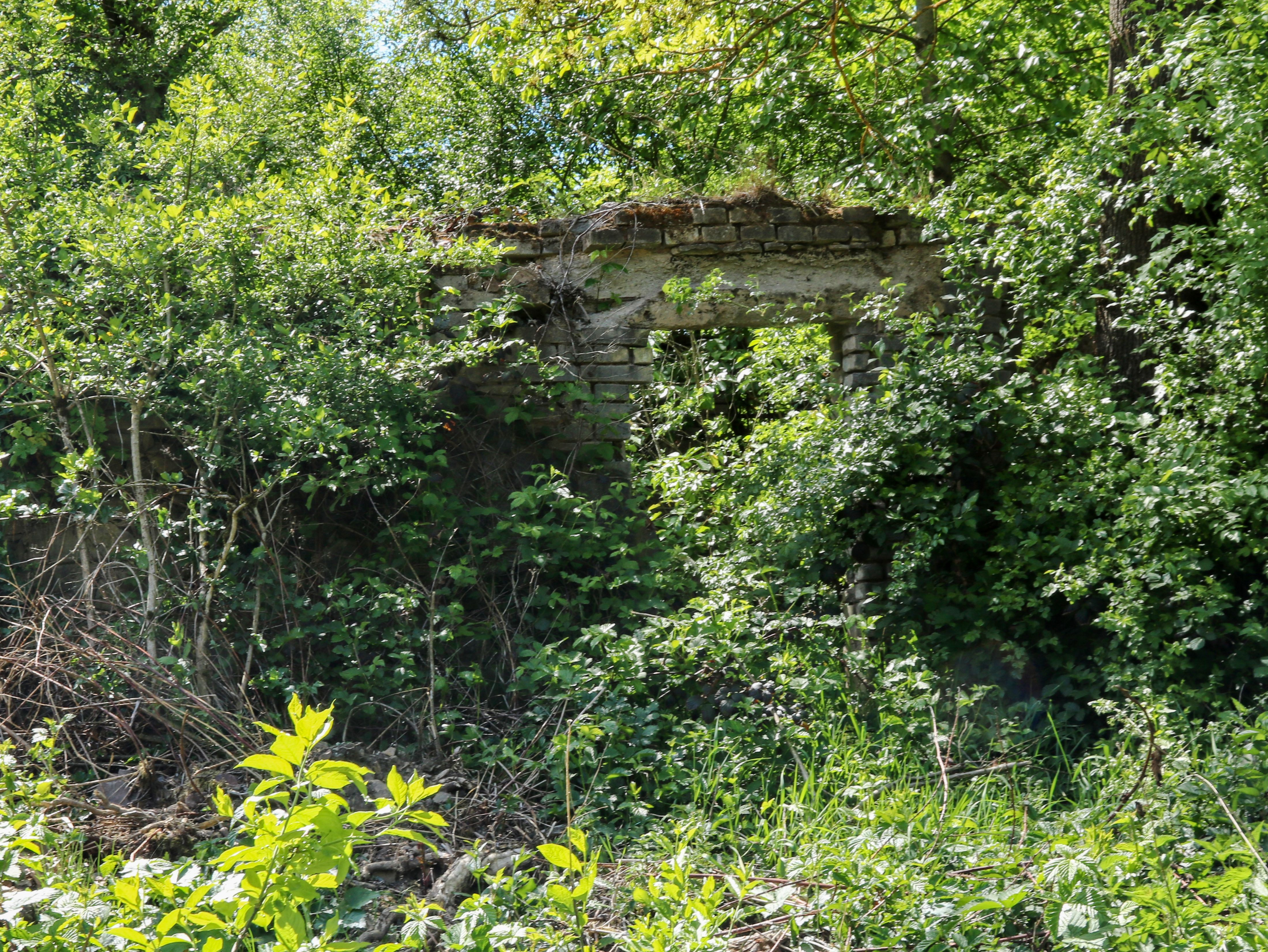
Zbytky původního stavení
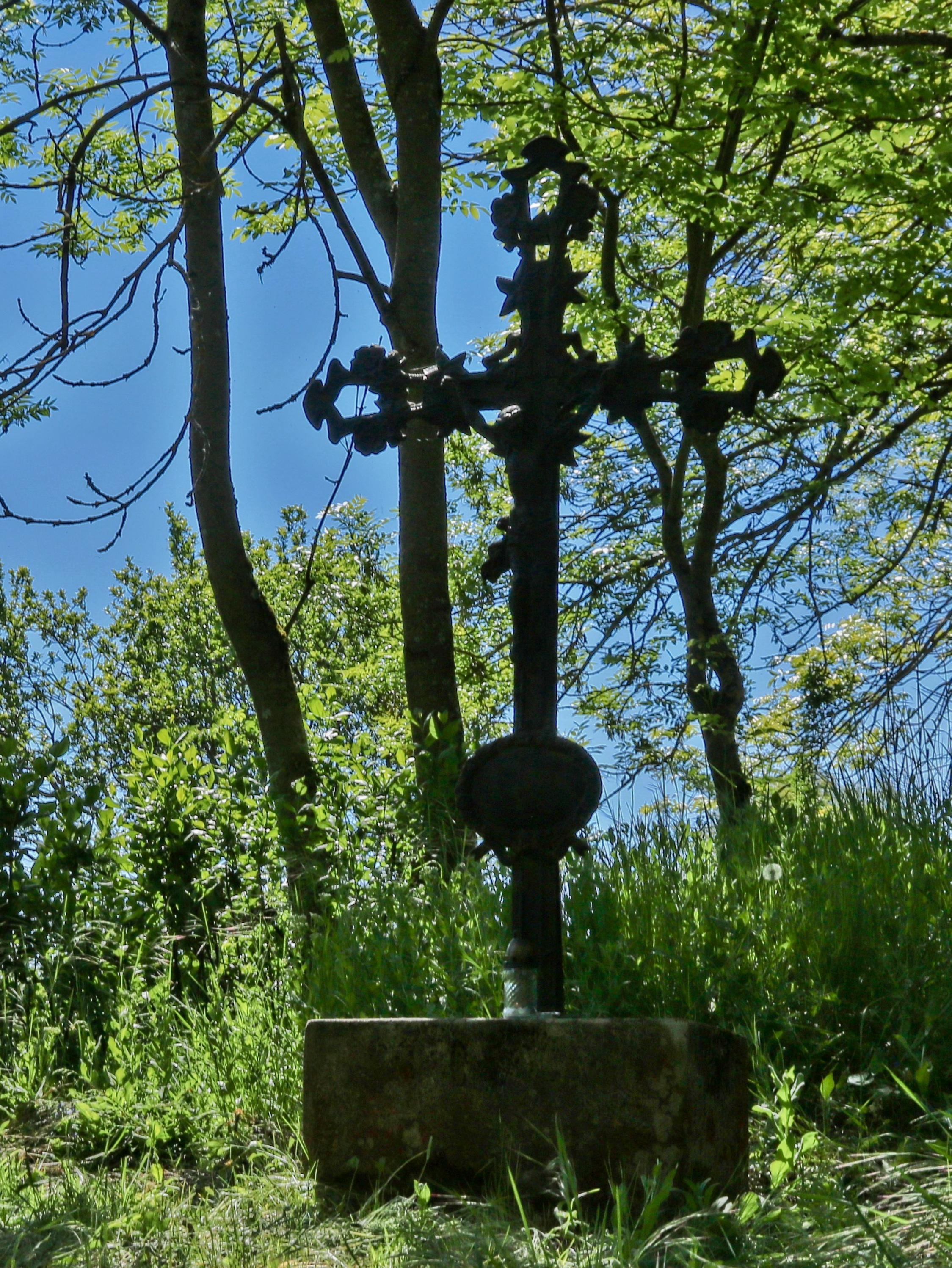
Pamětní kříž
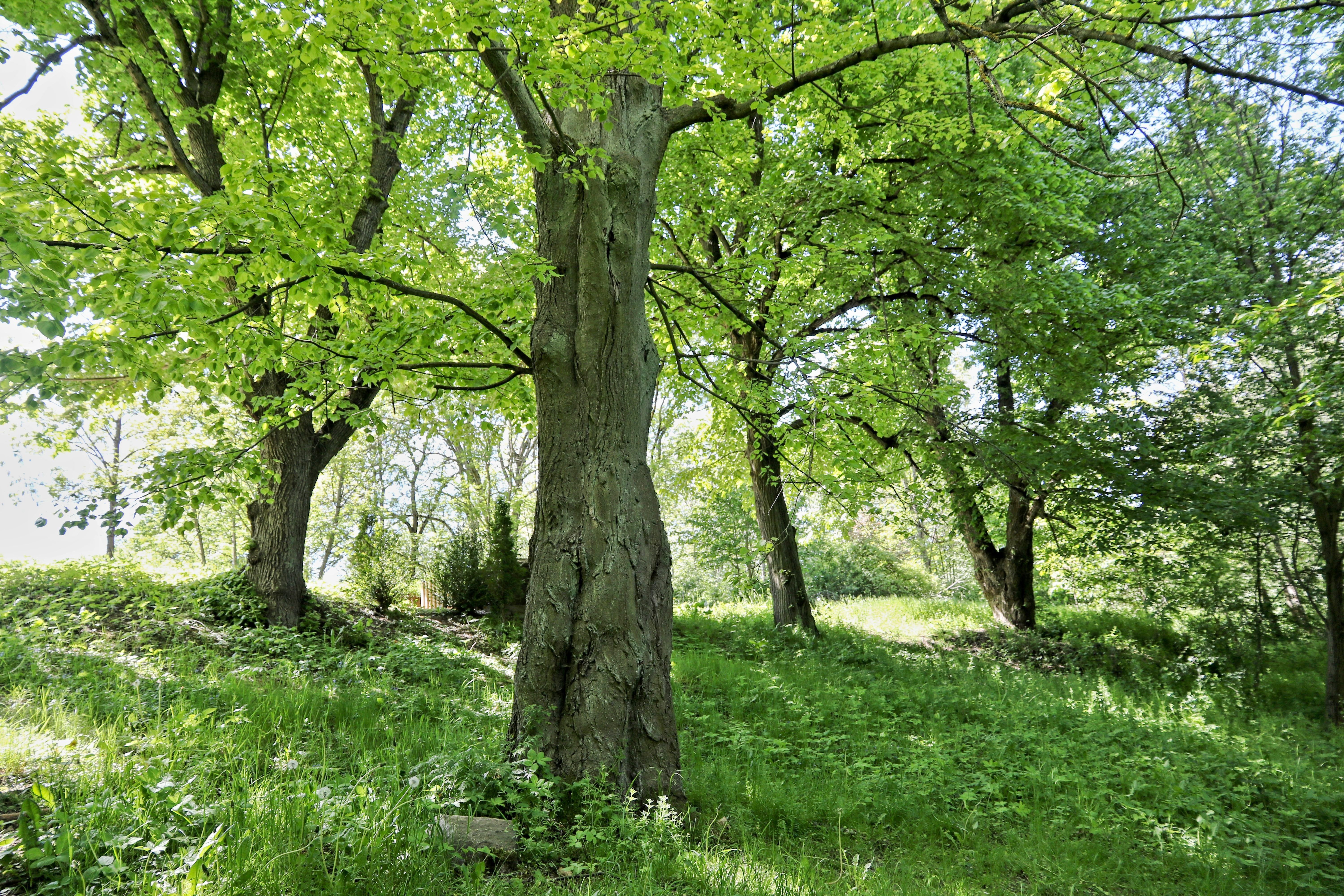
Čtyři lipky vysazené po ukončení I. světové války
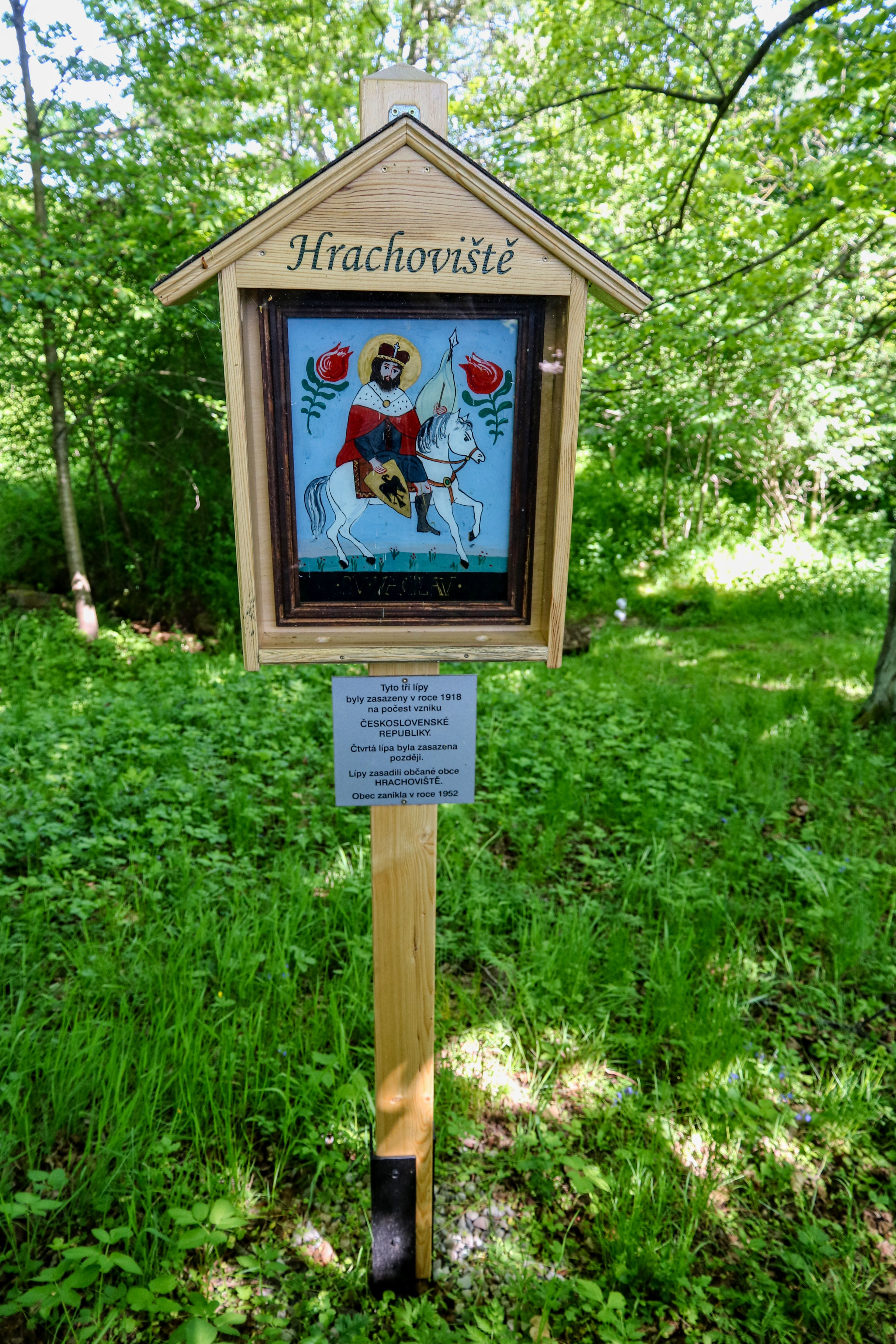
Informační tabulka u lip
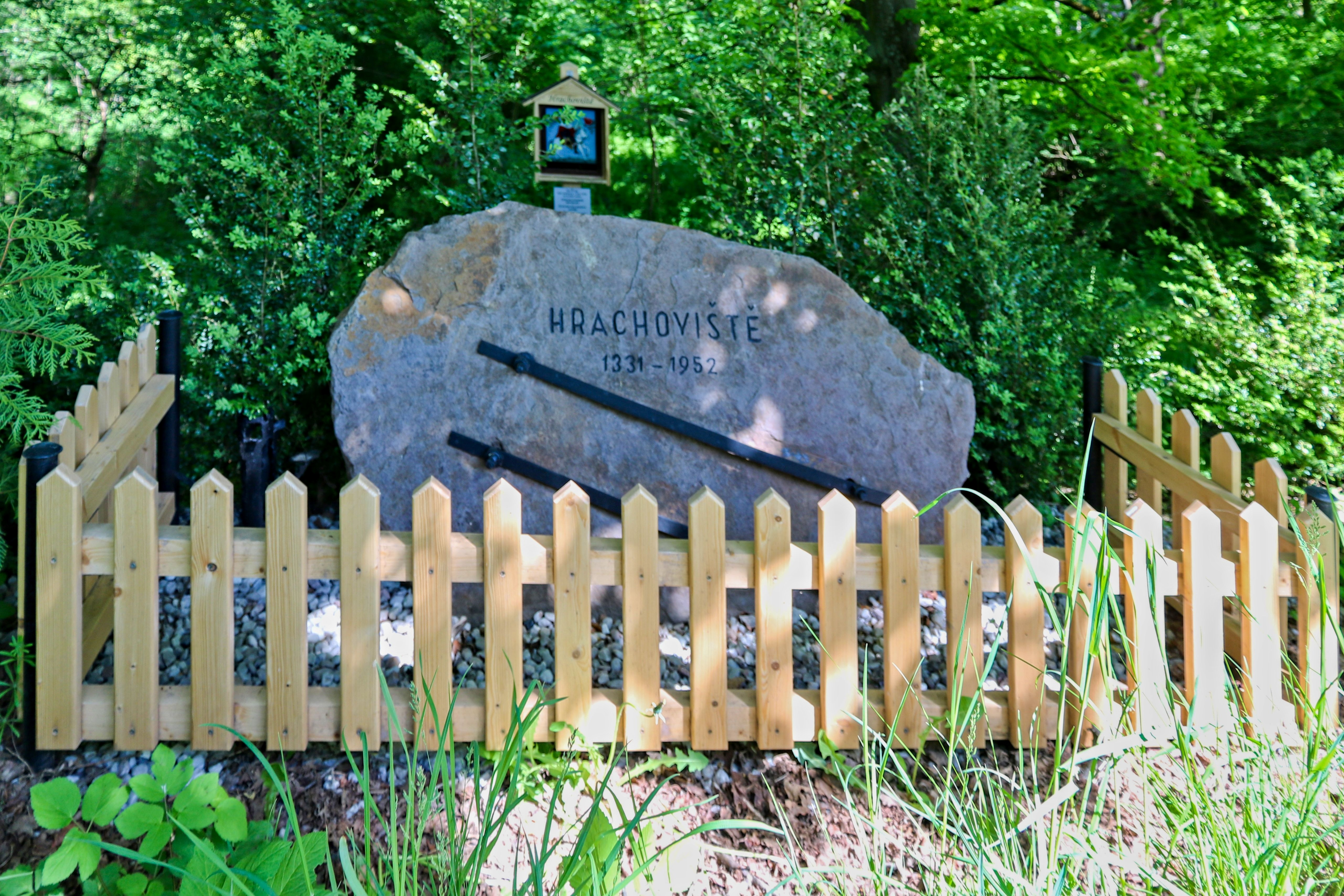
Pamětní kámen
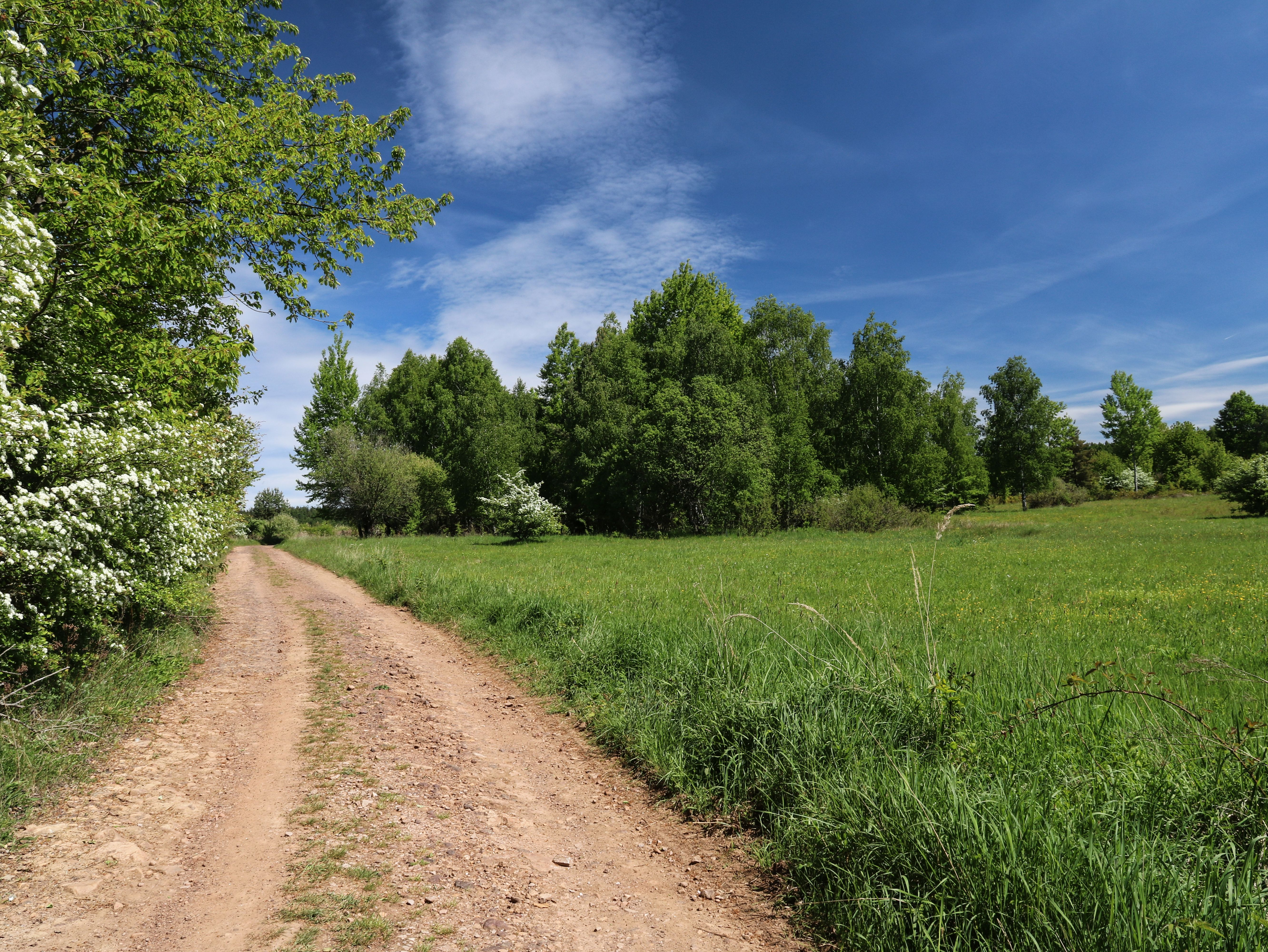
Cesta z Neřežína na Hrachoviště
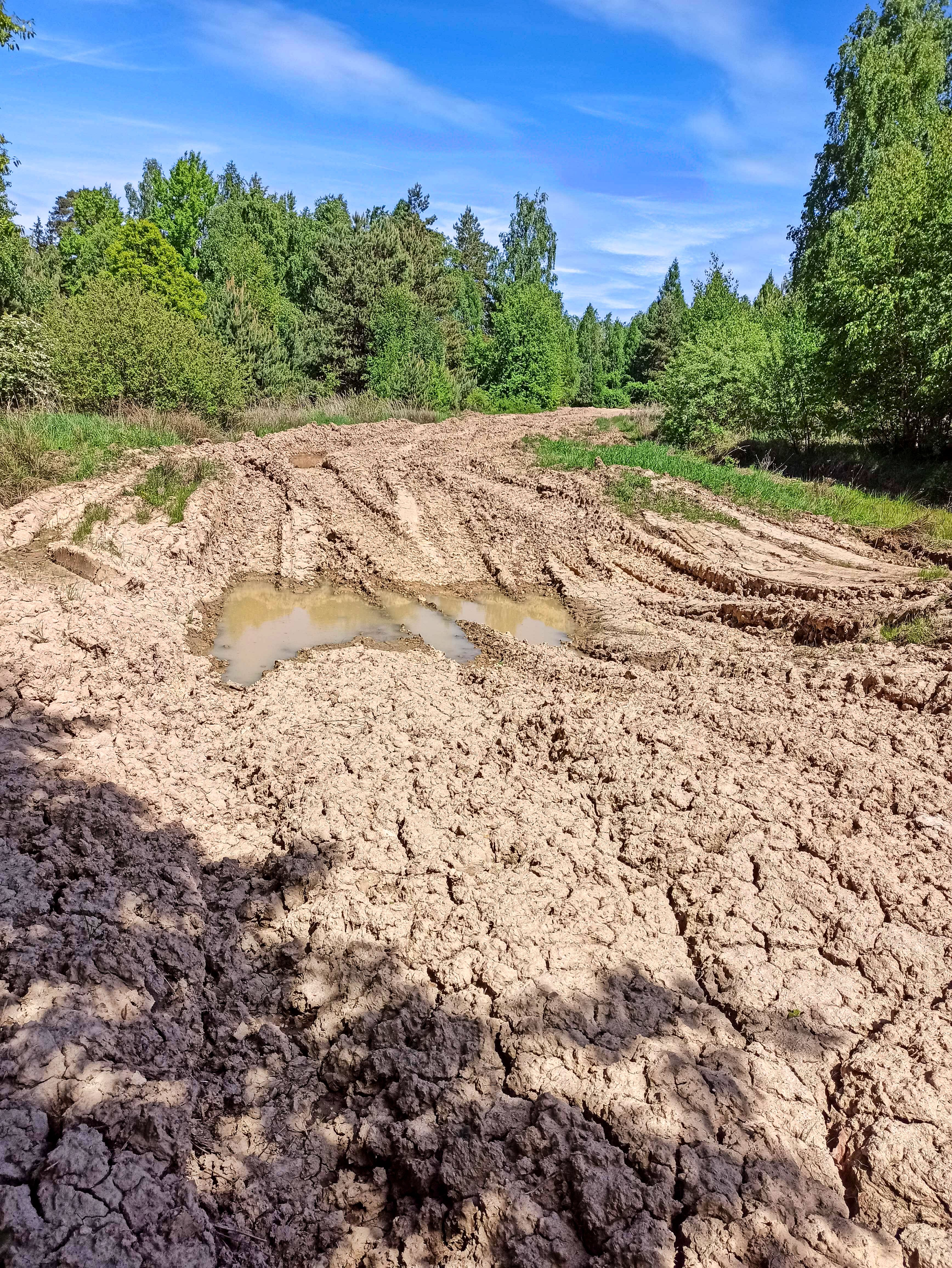
Stopy po vojenské autoškole